# فيالاند

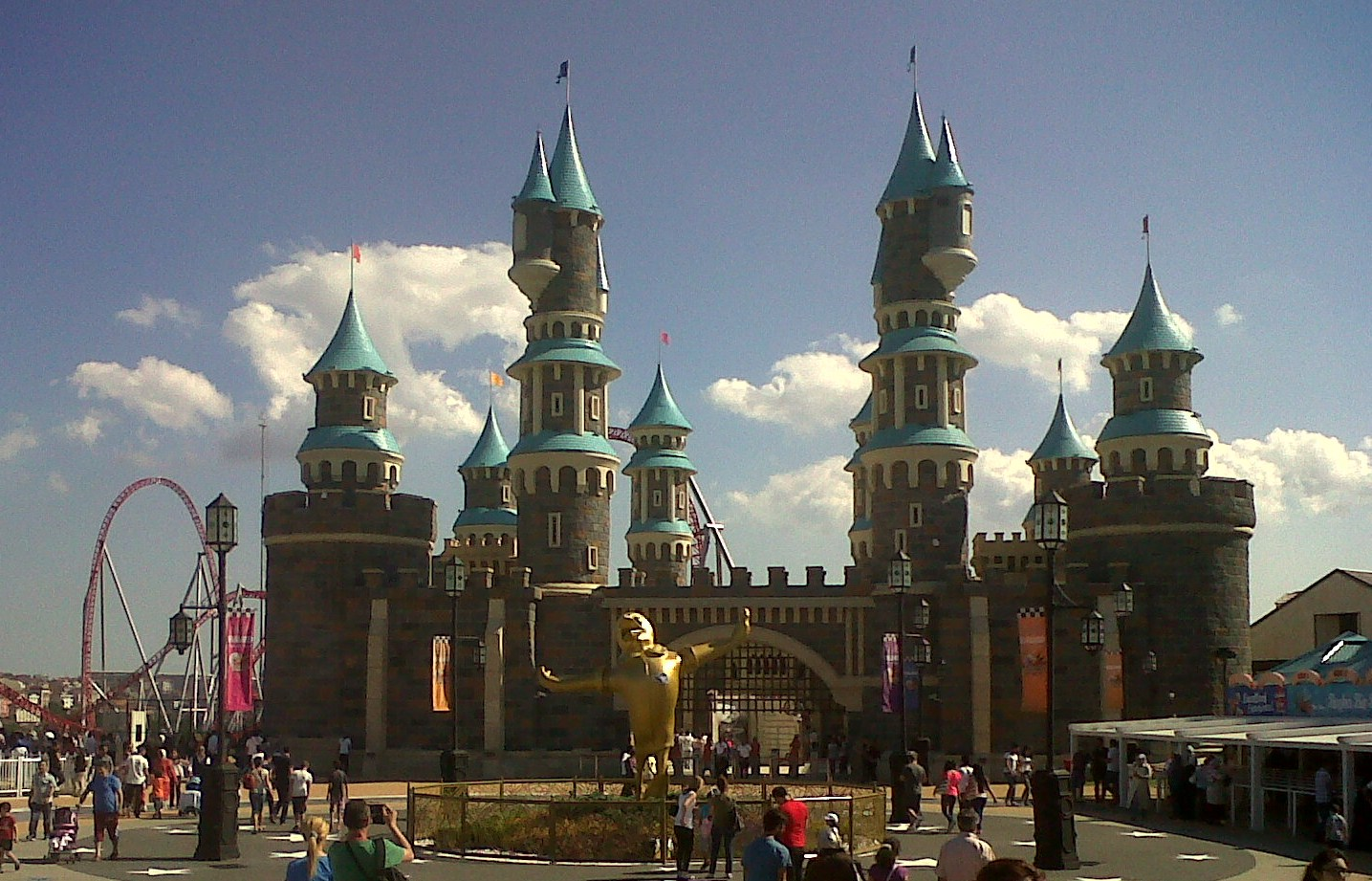
فيالاند مدينة ملاهي في اسطنبول، من أجمل الملاهي في قمة الروعة

فيالاند إسطنبول هي مدينة ملاهي ترفيهية تقع في منطقة أيوب بإسطنبول، وتعد من الوجهات الترفيهية الرائدة السياحة في تركيا. تُصنَّف ضمن أكبر وأضخم مدن الملاهي في البلاد، حيث افتُتحت عام 2013 على مساحة 16 ألف متر مربع، بكلفة تجاوزت المليار ليرة تركية. صُممت المدينة على يد خبراء عالميين وفقًا لأعلى معايير السلامة الدولية، مما يجعلها وجهة آمنة وساحرة. تنافس فيالاند مدن الملاهي العالمية مثل ديزني لاند، سواء من حيث جودة الألعاب أو الأجواء الغامرة التي تمنح الزوار تجربة فريدة من المتعة والإثارة.
تتألف فيالاند إسطنبول من عدة أقسام رئيسية:
1. قسم الملاهي: يضم مناطق ترفيهية مثل دنيا الأساطير، دنيا الألعاب، ودنيا المغامرات، التي توفر أكثر من 50 لعبة شيقة، من بينها السفينة الدوارة وكينغ كونغ.
2. منطقة التسوق: توفر تجربة تسوق متكاملة للزوار، مع مجموعة متنوعة من المتاجر والماركات العالمية.
3. العروض الترفيهية والمسرحية: يقدم هذا القسم مجموعة من العروض الحية والمسرحية المميزة.
4. السينما رباعية الأبعاد: تقدم تجربة سينمائية فريدة، حيث تتزامن حركة المقاعد مع مشاهد الفيلم، مما يضيف بعدًا حسيًا إضافيًا للعرض.